# Egon-Eiermann-Preis
Der Egon-Eiermann-Award ist ein Ideenwettbewerb für Studierende und junge Absolventen der Fachrichtung Architektur. Im Namen des deutschen Architekten Egon Eiermann werden mit dem Egon-Eiermann-Preis innovative Architekturentwürfe von gesellschaftlicher Relevanz gefördert. Der mit insgesamt 5.000 Euro dotierte Preis wird zweijährlich ausgelobt. 

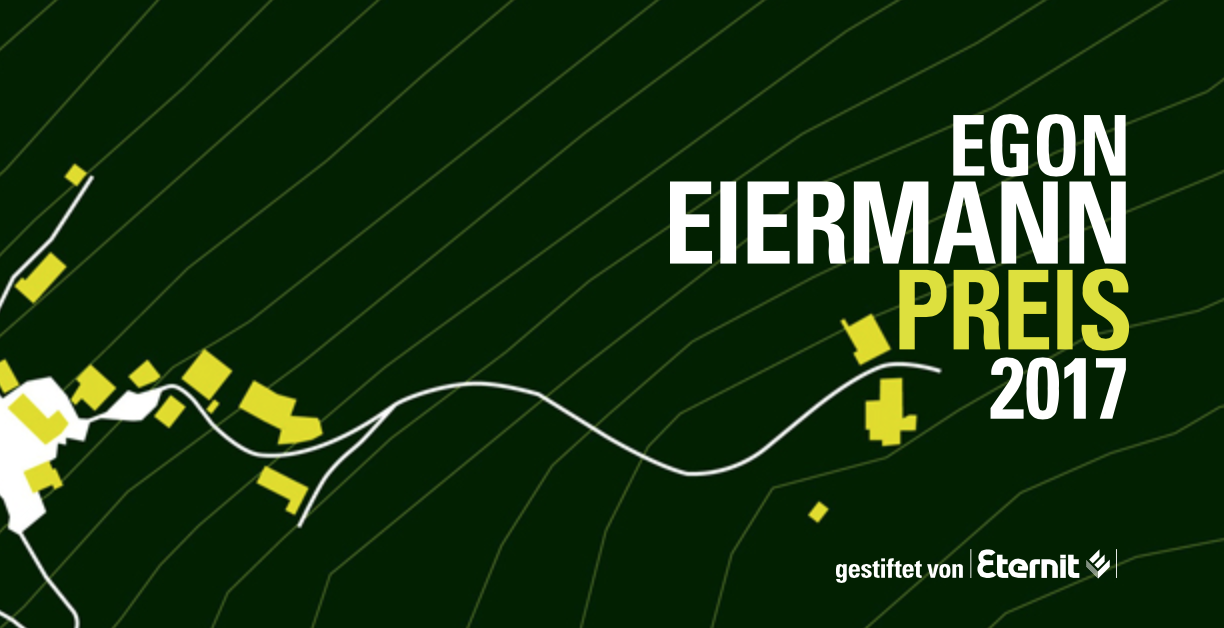
Logo Egon Eiermann Preis 2017

## Geschichte
1991 förderte die Eternit GmbH, heute die Etex Germany Exteriors GmbH, Architekturstudenten und junge Architekten erstmals mit dem Egon-Eiermann-Award. Alle zwei Jahre sucht das Unternehmen zusammen mit dem Karl Krämer Verlag und einer Jury nach Entwürfen, die richtungsweisend für Architektur und Gesellschaft sind. Studierenden und Uni-Absolventen der Fachrichtung Architektur eröffnet der Egon-Eiermann-Award die Möglichkeit, ihre Ideen einer breiteren Öffentlichkeit vorzustellen.
2019 wurde der Preis in Egon-Eiermann-Award umbenannt und erstmals in mehreren europäischen Ländern ausgeschrieben. Darunter Deutschland, Österreich, Portugal, Rumänien, Schweiz, Spanien und Ungarn. Seit 2019 ist die Etex-Marke Equitone als Auslober benannt.

### Bedeutung
Egon Eiermann und die Etex Germany Exteriors verbindet der Werkstoff Faserzement für die vorgehängte hinterlüftete Fassade und das Dach. Für Eiermann war es das geeignete Material für eine moderne Architektur. Unter anderem die Brüstungspaneele beim Abgeordneten-Hochhaus „Langer Eugen“ in Bonn (1965–1969), die gewellte Fassadenbekleidung der Taschentuchweberei in Blumberg (1949–1951) und das raffiniert abgestufte Wellplattendach auf seinem eigenen Wohn- und Atelierhaus in Baden-Baden (1959–1962) sind in Faserzement ausgeführt. Für Etex ist der Name Egon Eiermann damit gleichermaßen Herausforderung und Verpflichtung.

### Teilnehmer
Am Egon-Eiermann-Award können Studierende der Fachrichtung Architektur teilnehmen, die an einer Hochschule in Deutschland, Österreich, Portugal, Rumänien, Schweiz, Spanien und Ungarn studieren. Außerdem können Absolventen von Hochschulen der genannten Länder, deren Diplom, Bachelor oder Master in Architektur nicht länger als 2 Jahre zurückliegt, teilnehmen. Es sind Einzel- sowie Gruppenarbeiten zugelassen.

### Preise
Es werden gewöhnlich mehrere Preise vergeben. Für die von einem Lehrstuhl betreuten Preisträgerarbeiten stellt der Auslober dem Lehrstuhl zusätzlich einen Betrag in Höhe von 1.000 Euro für Exkursionen zur Verfügung. Zudem werden die Preisträgerarbeiten ausgestellt und in einer Publikation veröffentlicht.

### Jury
Die Jury stellt zusammen mit Etex Germany Exteriors und dem Karl Krämer Verlag die jeweilige Aufgabe und ermittelt die Preisträger. Bisherige Jurymitglieder waren u. a.: Günter Behnisch (Stuttgart), Arno Lederer (Stuttgart), Carlo Weber (Dresden/Stuttgart), Werner Durth (Darmstadt), Manfred Hegger (Darmstadt), Rainer Hascher (Berlin), Gottfried Faulstich (Kassel/Erfurt), Walter Nägeli (Berlin), Gerd de Bruyn (Stuttgart), Christa Reicher (Dortmund), Gernot Schulz (Köln), Regine Leibinger (Berlin), Astrid Bornheim (Berlin), Martin Bornholdt (Berlin), Arno Brandlhuber (Berlin), Volker Staab (Braunschweig), Lennart Wiechell (München), Elke Delugan-Meissl (Wien), Jórunn Ragnarsdóttir (Stuttgart), Markus Emde (Berlin), Andreas Fuhrimann (Zürich), Ludwig Wappner (München), Enrique Sobejano (Madrid), Barbara Holzer (Zürich)

## Preisträger

### Eternit-Wettbewerb für Architekturstudenten und junge Architekten

#### 1991
- Thema Wohnen:
- 2 × 1. Preise
- 3 × 2. Preise
- 3 × 3. Preise

Thema Arbeiten:
- 1 × 1. Preis
- 3 × 2. Preise
- 4 × 3. Preise

Thema Freizeit:
- 1 × 1. Preis
- 3 × 2. Preise
- 2 × 3. Preise

#### 1993
Thema Wohnen:
- 1 × 1. Preis
- 6 × 2. Preise
- 8 × 3. Preise

Thema Arbeiten:
- 1 × 1. Preis
- 1 × 3. Preis

Thema Freizeit:
- 1 × 1. Preis
- 1 × 2. Preis

Thema Sanierung:
- 1 × 1. Preis
- 1 × 2. Preis

#### 1995/96 – Low Budget House in Hellerau
- 2 × 1. Preise
- 4 × 2. Preise
- 7 × 3. Preise
- 8 Anerkennungen

### Egon-Eiermann-Preis

#### 1997/98 – Less House, More Home
- 4 × 1. Preise
- 4 × 2. Preise
- 7 ×  3. Preise
- 8 Anerkennungen

#### 1999/2000 – Dichte und Offenheit
- 5 × 1. Preise
- 5 × 2. Preise
- 5 × 3. Preise
- 6 Anerkennungen

#### 2004/05 – Zwischen Figur und Grund
Preisträger:
- Michael Haller (Staatliche Akademie der Bildenden Künste Stuttgart)
- Antje Bittorf (Bauhaus-Universität Weimar)
- Anna Borgman (Kunsthochschule Berlin-Weißensee)

Anerkennungen:
- Rico Olbricht und Matthias Dalitz (TU Dresden)
- Max Kahlen, Karsten Klenk und Konstantin August (Akademie der Bildenden Künste, Stuttgart)
- Tina Grentrup und Gudrun Warnking (FH Münster)
- Martin Schlunk (TU Berlin)

#### 2006/2007 – Das europäische Rathaus
3 Preisträger:
- Hendrik Gruß und Thorsten Haase (Bauhaus-Universität Weimar)
- Andreas Krompaß, Vanessa Philipp, Werner Schührer, Christian Zöhrer (FH München)
- Stephan Brodmann (Bauhaus-Universität Weimar)

2 Anerkennungen:
- Sebastian Heinemeyer, Robert Müller und Moritz Walter (Bauhaus-Universität Weimar)
- Berit Bessell (Bauhaus-Universität Weimar)

#### 2008/09 – Architektur im Klimawandel"
(Quelle: )
Preisträger:
- Svea Franzke (TU Braunschweig)

Anerkennungen:
- Agnieszka Wnuczak (TU Berlin)
- Martha Chen Nunes (RWTH Aachen)
- Johanna Henrich (TU Darmstadt)

#### 2010/11 – Feeding the planet, Energy for life
(Quelle: )
Preisträger:
- Tiffany Rappich und Mitko Baramov (HTWK Leipzig)
- Simona Schröder (TU Braunschweig)

Anerkennungen:
- Paul Girardet, Sebastian Welzel und Yusi Zhao (TU Berlin)
- Thomas Pearce und Leo Stuckardt (TU Berlin)
- Azen Omar (HTWK Leipzig)

#### 2013 – Smart Skin – Ein Haus der Materialforschung
(Quelle: )
Preisträger:
- Reiner Beelitz und Lubomir Peytchev (TU Berlin)
- Vera Hagspiel, Lisa Kowalsky und Undine Tannenberger (TU Berlin)

Anerkennungen:
- Sabine Dreisilker (FH Erfurt)
- Tobias Möller, Alexander Quiring und Jean-Patric Wolf (Münster School of Architecture)
- Haoyu Zhang (TU Braunschweig)
- Jan Houdek und Sylvia Kracht (Universität Kassel)

Engere Wahl:
- Paul Reinhardt von der (TU Berlin)
- Neele Müller und Lisa-Marie Schmidt (Universität Kassel)

#### 2015 – Deutsches Architekturinstitut
(Quelle: )
Preisträger:
- Jonas Virsik (FHWS)
- Steffen Rebehn und Jonas Kneisel (TU Braunschweig)
- Maxim Bauer (UdK Berlin)
- Benedict Esche und Giacomo Nüßlein (München)

Anerkennungen:
- Anastasia Svirski (Bauhaus-Universität Weimar)
- Ruben Strater und Sören Schmeußer (Stuttgart)

#### 2017 – Architektur als Impulsgeber im ländlichen Raum
(Quelle: )
Preisträger:
- Nick Chadde (Bauhaus-Universität Weimar)
- Kyra Mootz (Universität Stuttgart)
- Johannes Wohlfarth und Ralf Erdei (Universität Stuttgart)
- Philipp Hufschmid und Patrick Fromme (Uta Graff mit Tim Simon-Meyer und Ulrike Wetzel, Lehrstuhl für Entwerfen und Gestalten der TU München)

Anerkennungen:
- Juri Franck (Universität Kassel)
- Jannis Petereit und Rebekka Kühn (TU Braunschweig)
- Lisa-Marie Hottenrott (Bauhaus-Universität Weimar)
- Lisa Schneider (Karlsruher Institut für Technologie)

#### 2019 – Die Konsolidierung der Stadt: Urbane Nachverdichtung von Gebäuden und Baulücken
Preisträger:
- Andrea Busová und Jakub Masny (Hochschule Wismar)
- Jurek Brüggen (ETH Zürich)

Anerkennungen:
- Lionel Esche (UdK Berlin)
- David Leber (Karlsruher Institut für Technologie)
- José Carlos Menasalvas Gijón (Universidad de Sevilla)
- Sergio Del Castillo Tello (Escuela Técnica Superior de Arquitectura de Madrid)